# Percarbonate
Percarbonate (auch Peroxocarbonate oder Peroxycarbonate) sind Salze der hypothetischen Peroxomonokohlensäure (HO–CO–O–OH). Die allgemeine Formel lautet: MHCO4. Die Alkali-Peroxocarbonate sind in Wasser nicht stabil und zerfallen beim Erwärmen, sie haben keine technische Bedeutung.
Peroxodicarbonate sind die Salze der ebenfalls hypothetischen Peroxodikohlensäure (HO–CO–O–O–CO–OH). Die allgemeine Formel lautet: M2C2O6. Sie entstehen bei der Elektrolyse konzentrierter Lösung von Alkalicarbonaten als Salze mit himmelblauer Färbung. Auch sie haben technisch keine Bedeutung.
Das häufiger verwendete Natriumpercarbonat ist kein echtes Percarbonat, sondern ein H2O2-Addukt. Der Wortbestandteil per weist auf den Sauerstoffüberschuss hin. Natriumpercarbonat wird als Bleich- oder Waschmittel eingesetzt.